# Ernst-Eduard Rull
Ernst-Eduard Rull (ur. 18 listopada 1894 w miejscowości Puhja, zm. 16 września 1986 w Tallinnie) – estoński strzelec, wielokrotny medalista mistrzostw świata.
W latach 1931–1939 był członkiem estońskiej reprezentacji w strzelectwie.
Jest siedmiokrotnym medalistą mistrzostw świata. W dorobku ma cztery złote, dwa srebrne i jeden brązowy medal. Brał udział w mistrzostwach świata w latach: 1931 (bez medalu), 1935, 1937 i 1939.
Rull zdobył 16 tytułów mistrza Estonii i Estońskiej SRR (dziesięć indywidualnie i sześć drużynowo). W latach 1931–1939 poprawił pięć indywidualnych oraz trzynaście drużynowych rekordów Estonii, zaś w latach 1946-1951 siedmiokrotnie poprawiał rekordy drużynowe, jednak nie Estonii, a Estońskiej SRR.

## Osiągnięcia

### Medale na mistrzostwach świata
Opracowano na podstawie materiału źródłowego:
| Mistrzostwa   | Konkurencja                                     | Wynik                | Miejsce |
| ------------- | ----------------------------------------------- | -------------------- | ------- |
| Rzym 1935     | Karabin dowolny, trzy pozycje, 300 m, drużynowo | 5465 punktów (druż.) | 2       |
| Rzym 1935     | Karabin dowolny klęcząc, 50 m                   | 386 punktów          | 2       |
| Rzym 1935     | Karabin dowolny klęcząc, 50 m, drużynowo        | 1897 punktów (druż.) | 1       |
| Helsinki 1937 | Karabin dowolny leżąc, 50 m, drużynowo          | 1951 punktów (druż.) | 3       |
| Helsinki 1937 | Karabin dowolny klęcząc, 50 m, drużynowo        | 1897 punktów (druż.) | 1       |
| Helsinki 1937 | Karabin dowolny stojąc, 50 m, drużynowo         | 1852 punkty (druż.)  | 1       |
| Lucerna 1939  | Karabin dowolny leżąc, 50 m, drużynowo          | 1977 punktów (druż.) | 1       |

### Medale mistrzostw Estonii
Opracowano na podstawie materiału źródłowego:
| Mistrzostwa                | Konkurencja                                                       | Wynik                | Miejsce |
| -------------------------- | ----------------------------------------------------------------- | -------------------- | ------- |
| Tallinn 1939               | Karabin dowolny leżąc, 50 m                                       | 398 punktów          | 1       |
| Mistrzostwa Estońskiej SRR |                                                                   |                      |         |
| Tallinn 1946               | Karabin dowolny leżąc, 300 m                                      | 379 punktów          | 1       |
| Tallinn 1946               | Karabin wojskowy leżąc, 300 m                                     | 188 punktów          | 1       |
| Tallinn 1947               | Karabin wojskowy szybkostrzelny leżąc, 300 m, drużynowo           | 327 punktów (druż.)  | 3       |
| Tallinn 1947               | Pistolet/rewolwer, 50 m, drużynowo                                | 289 punktów (druż.)  | 2       |
| Tallinn 1947               | Karabin wojskowy, trzy pozycje, 300 m, drużynowo                  | 2359 punktów (druż.) | 2       |
| Tallinn 1947               | Karabin dowolny klęcząc, 300 m                                    | 365 punktów          | 2       |
| Tallinn 1947               | Karabin snajperski, 600 m, drużynowo                              | 623 punkty (druż.)   | 1       |
| Tallinn 1947               | Karabin dowolny, trzy pozycje, 50 m, drużynowo                    | 5526 punktów (druż.) | 1       |
| Tallinn 1948               | Karabin wojskowy stojąc, 40 strzałów, 300 m                       | 304 punkty           | 3       |
| Tallinn 1948               | Karabin wojskowy, trzy pozycje, 300 m (3×20 strzałów)             | 503 punkty           | 2       |
| Tallinn 1948               | Karabin wojskowy, trzy pozycje, 300 m (3×40 strzałów)             | 983 punkty           | 2       |
| Tallinn 1948               | Karabin wojskowy stojąc, 300 m (20 strzałów)                      | 157 punktów          | 1       |
| Tallinn 1949               | Karabin snajperski, 600 m                                         | 155 punktów          | 3       |
| Tallinn 1949               | Karabin wojskowy szybkostrzelny leżąc, 300 m, drużynowo           | 393 punkty (druż.)   | 3       |
| Tallinn 1949               | Karabin wojskowy stojąc, 300 m (10 strzałów)                      | 77 punktów           | 3       |
| Tallinn 1949               | Karabin dowolny, trzy pozycje, 300 m                              | 1061 punktów         | 2       |
| Tallinn 1949               | Karabin wojskowy leżąc, 300 m (10 strzałów)                       | 92 punkty            | 2       |
| Tallinn 1949               | Karabin wojskowy leżąc, 300 m (20 strzałów)                       | 182 punkty           | 2       |
| Tallinn 1949               | Karabin wojskowy, trzy pozycje, 300 m, drużynowo                  | 2397 punktów (druż.) | 1       |
| Tallinn 1949               | Karabin dowolny leżąc, 300 m                                      | 391 punktów          | 1       |
| Tallinn 1949               | Karabin dowolny, trzy pozycje, 50 m, drużynowo                    | 2724 punkty (druż.)  | 1       |
| Tallinn 1949               | Karabin dowolny klęcząc, 300 m                                    | 366 punktów          | 1       |
| Tallinn 1950               | Karabin dowolny leżąc, 50 m                                       | 187 punktów          | 2       |
| Tallinn 1950               | Karabin wojskowy leżąc, 300 m                                     | 93 punkty            | 2       |
| Tallinn 1950               | Karabin wojskowy klęcząc, 300 m (10 strzałów)                     | 89 punktów           | 2       |
| Tallinn 1950               | Karabin wojskowy stojąc, 300 m                                    | 80 punktów           | 2       |
| Tallinn 1950               | Karabin wojskowy klęcząc, 300 m (40 strzałów)                     | 350 punktów          | 1       |
| Tallinn 1950               | Karabin wojskowy, trzy pozycje, 300 m                             | 262 punkty           | 1       |
| Tallinn 1950               | Karabin wojskowy, trzy pozycje, 300 m, drużynowo (po 20 strzałów) | 4589 punktów (druż.) | 1       |
| Tallinn 1950               | Karabin dowolny, trzy pozycje, 50 m, drużynowo                    | 5026 punktów (druż.) | 1       |
| Tallinn 1950               | Karabin wojskowy leżąc, 300 m (40 strzałów)                       | 354 punkty           | 1       |
| Tallinn 1950               | Karabin dowolny, trzy pozycje, 50 m                               | 522 punkty           | 1       |